# Фулгем (футбольний клуб)
«Фу́лгем» (англ. Fulham Football Club) — англійський футбольний клуб з Лондона. Названий за іменем лондонського району Фулем, в якому розміщений домашній стадіон команди «Крейвен Коттедж», відкритий у 1896 році. Клуб заснований у 1879 році. Прийнятий у другий дивізіон Футбольної ліги 1 червня 1905 року.

## Історія
Футбольний клуб «Фулгем» був створений у 1879 році як команда церковної школи Святого Ендрю, він так і називався «Fulham St Andrew's Church». Засновниками стали віряни церкви з боро Кенсінгтона. Сучасну назву ФК «Фулгем» клуб отримав у 1888 року.
12 грудня 1898 року «Фулгем» отримав статус професійного клубу. Того ж року «Фулгем» був прийнятий до Другого дивізіону Південної футбольної ліги. 
За всю свою історію «Фулгем» жодного разу не ставав чемпіоном. Клуб вважається типовим середняком, який часто бореться за виживання. 
У 1968 році клуб залишив Перший дивізіон.

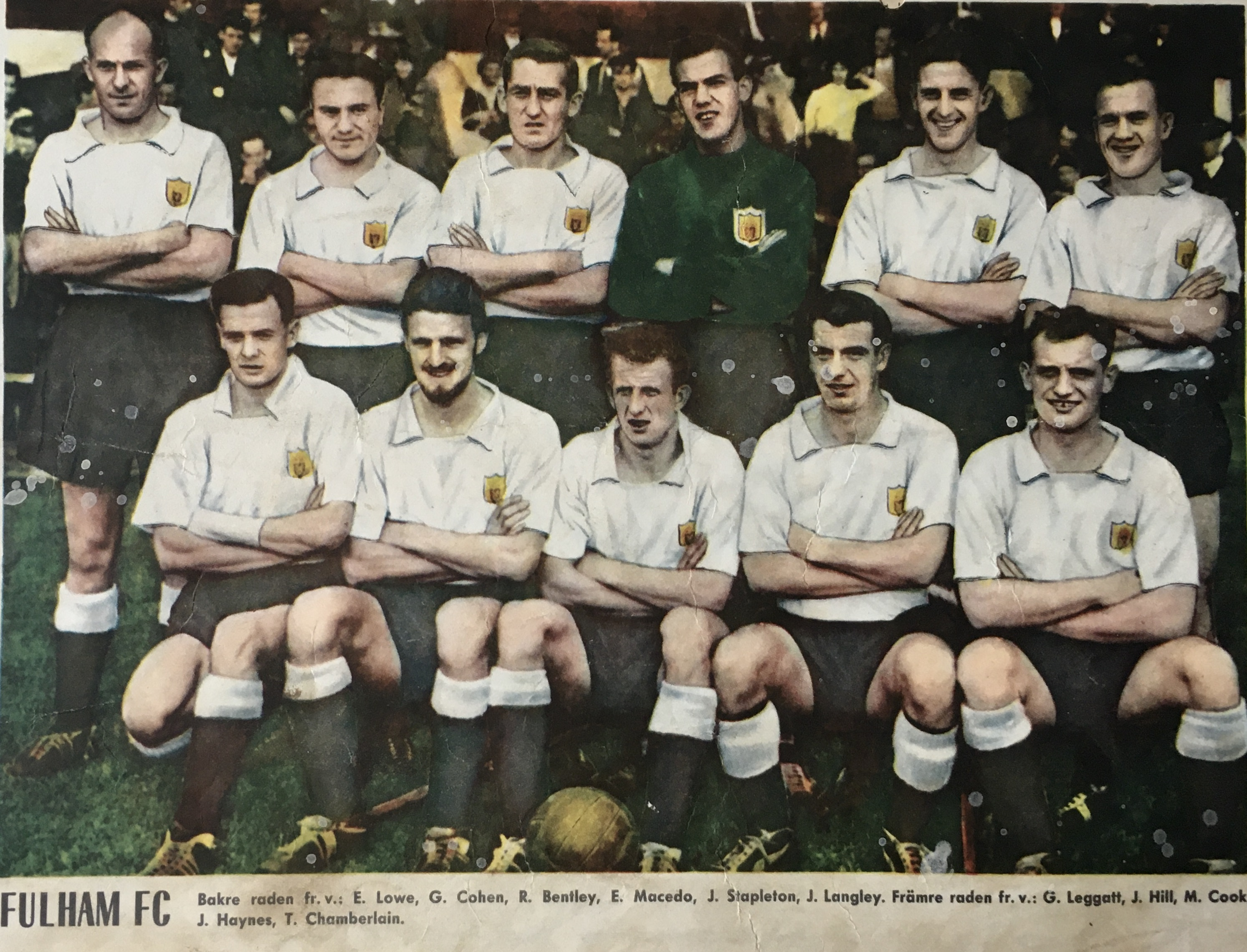
ФК «Фулгем», 1958 рік

У сезоні 1998/1999 клуб очолював англійський тренер Кевін Кіган. 
1997 року клуб придбав мільярдер Мохаммед аль-Файєд. У 2000 році тренером був запрошений відомий у минулому французький футболіст Жан Тігана, який змінив Кевін Кігана. Тігана вивів «Фулгем» у Прем'єр-лігу, але досягнути більшого не зумів. Після того, як Тігана залишив клуб, багатьом стало зрозуміло, що стати чемпіоном «Фулгему» судилося не швидко. 
2002 року на тренерському містку «Фулгема» з'явився колишній капітана команди Кріс Коулмен. Багато фахівців скептично зустріли появу Коулмена, мало хто вірив, що молодий тренер зможе влити нову кров. При Коулмені команда почала грати в живіший футбол, але результату, тобто трофеїв не було, і знову звинуватили тренера, що відсутність досвіду не дозволяє команді займати високі місця. 
У 2003 році Кріса Коулмена змінив Ларі Санчес, який працював зі збірною Північної Ірландії і під його керівництвом збірна досягла хороших результатів. Але Санчес не зміг нічого зробити в клубі, який почав котитися вниз. 
Прихід в команду Роя Годжсона також не додав радості, «Фулгем» був одним із аутсайдерів. Лише чудо врятувало команду. В сезоні 2007/2008 клуб вів боротьбу з «Редінгом», і залишився в еліті тільки через кращу різницю забитих і пропущених голів. Але у сезоні 2009/2010 Рой Годжсон реабілітувався, і зараз команда знаходиться у середині турнірної таблиці. Крім того, він зумів вперше за історію клубу вивести його у фінал Ліги Європи де «Фулгем» зіграв з іспанським «Атлетіко».
У липні 2013 року Мохаммед аль-Файєд продав клуб пакистанському магнату Шагіду Хану. За підсумками сезону 2013/2014 «Фулгем» залишив вищий англійський дивізіон, посівши 19 місце в Прем'єр-лізі.

## Склад команди
Станом на 29 грудня 2024
| №  | Поз. | Нац.       | Гравець         |
| -- | ---- | ---------- | --------------- |
| 1  | ВР   | Німеччина  | Бернд Лено      |
| 2  | ЗХ   | Нідерланди | Кенні Тете      |
| 3  | ЗХ   | Нігерія    | Келвін Бессі    |
| 5  | ЗХ   | Данія      | Йоахім Андерсен |
| 6  | ПЗ   | Англія     | Харрісон Рід    |
| 7  | НП   | Мексика    | Рауль Хіменес   |
| 8  | НП   | Уельс      | Гаррі Вілсон    |
| 9  | НП   | Бразилія   | Родріго Муніз   |
| 10 | ПЗ   | Шотландія  | Том Керні ()    |
| 11 | НП   | Іспанія    | Адама Траоре    |
| 12 | НП   | Бразилія   | Карлос Вінісіус |
| 15 | ЗХ   | Іспанія    | Хорхе Куенка    |

| №  | Поз. | Нац.      | Гравець                            |
| -- | ---- | --------- | ---------------------------------- |
| 16 | НП   | Норвегія  | Сандер Берге                       |
| 17 | ПЗ   | Нігерія   | Алекс Івобі                        |
| 18 | ПЗ   | Бразилія  | Андреас Перейра                    |
| 19 | НП   | Англія    | Ріс Нелсон (в оренді з «Арсеналу») |
| 20 | ПЗ   | Сербія    | Саша Лукич                         |
| 21 | ЗХ   | Бельгія   | Тімоті Кастань                     |
| 23 | ВР   | Німеччина | Стевен Бенда                       |
| 24 | ПЗ   | Англія    | Джош Кінг                          |
| 30 | ПЗ   | Англія    | Раян Сессеньйон                    |
| 31 | ЗХ   | Франція   | Ісса Діоп                          |
| 32 | ПЗ   | Англія    | Еміл Сміт-Роу                      |
| 33 | ЗХ   | США       | Ентоні Робінсон                    |

## Досягнення
- Фіналіст Кубка Англії: 1975
- Володар Кубка Інтертото: 2002
- Фіналіст Ліги Європи УЄФА (1) — 2010

## Виступи в єврокубках
| Фулгем в Європі | Фулгем в Європі | Фулгем в Європі | Фулгем в Європі   | Фулгем в Європі | Фулгем в Європі | Фулгем в Європі | Фулгем в Європі | Фулгем в Європі |
| Сезон           | Змагання        | Раунд           | Країна            | Клуб            | Вдома           | На виїзді       | В сукупності    |                 |
| --------------- | --------------- | --------------- | ----------------- | --------------- | --------------- | --------------- | --------------- | --------------- |
| 2002–03         | Кубок Інтертото | 2Р              | Фінляндія         | Гака            | 0–0             | 1–1             | 1–1 (г)         |                 |
| 2002–03         | Кубок Інтертото | 3Р              | Греція            | Егалео          | 1–0             | 1–1             | 2–1             |                 |
| 2002–03         | Кубок Інтертото | 1/2             | Франція           | Сошо            | 1–0             | 2–0             | 3–0             |                 |
| 2002–03         | Кубок Інтертото | Фінал           | Італія            | Болонья         | 3–1             | 2–2             | 5–3             |                 |
| 2002–03         | Кубок УЄФА      | 1Р              | Хорватія          | Хайдук Спліт    | 2–2             | 1–0             | 3–2             |                 |
| 2002–03         | Кубок УЄФА      | 2Р              | Хорватія          | Динамо Загреб   | 2–1             | 3–0             | 5–1             |                 |
| 2002–03         | Кубок УЄФА      | 1/16            | Німеччина         | Герта           | 0–0             | 1–2             | 1–2             |                 |
| 2009–10         | Ліга Європи     | 3КР             | Литва             | Ветра           | 3–0             | 3–0             | 6–0             |                 |
| 2009–10         | Ліга Європи     | ПО              | Росія             | Амкар           | 3–1             | 0–1             | 3–2             |                 |
| 2009–10         | Ліга Європи     | Група E         | Швейцарія         | Базель          | 1–0             | 3–2             | 2-е місце       |                 |
| 2009–10         | Ліга Європи     | Група E         | Болгарія          | ЦСКА Софія      | 1–0             | 1–1             | 2-е місце       |                 |
| 2009–10         | Ліга Європи     | Група E         | Італія            | Рома            | 1–1             | 1–2             | 2-е місце       |                 |
| 2009–10         | Ліга Європи     | 1/16            | Україна           | Шахтар Донецьк  | 2–1             | 1–1             | 3–2             |                 |
| 2009–10         | Ліга Європи     | 1/8             | Італія            | Ювентус         | 4–1             | 1–3             | 5–4             |                 |
| 2009–10         | Ліга Європи     | 1/4             | Німеччина         | Вольфсбург      | 2–1             | 1–0             | 3–1             |                 |
| 2009–10         | Ліга Європи     | 1/2             | Німеччина         | Гамбург         | 2–1             | 0–0             | 2–1             |                 |
| 2009–10         | Ліга Європи     | Фінал           | Іспанія           | Атлетіко Мадрид | 1–2 (дод.ч.)    | 1–2 (дод.ч.)    | 1–2 (дод.ч.)    |                 |
| 2011–12         | Ліга Європи     | 1КР             | Фарерські острови | НСІ Рунавік     | 3–0             | 0–0             | 3–0             |                 |
| 2011–12         | Ліга Європи     | 2КР             | Північна Ірландія | Крузейдерс      | 4–0             | 3–1             | 7–1             |                 |
| 2011–12         | Ліга Європи     | 3КР             | Хорватія          | Спліт           | 2–0             | 0–0             | 2–0             |                 |
| 2011–12         | Ліга Європи     | ПО              | Україна           | Дніпро          | 3–0             | 0–1             | 3–1             |                 |
| 2011–12         | Ліга Європи     | Група K         | Нідерланди        | Твенте          | 1–1             | 0–1             | 3-є місце       |                 |
| 2011–12         | Ліга Європи     | Група K         | Данія             | Оденсе          | 2–2             | 2–0             | 3-є місце       |                 |
| 2011–12         | Ліга Європи     | Група K         | Польща            | Вісла Краків    | 4–1             | 0–1             | 3-є місце       |                 |

## Відомі тренери
- Філ Келсо (1909—1924)
- Енді Дакет (1924—1926)
- Джиммі Гоган (1934—1935)
- Дуг Лівінгстон (1956—1958)
- Боббі Робсон (1968)
- Боббі Кемпбелл (1976—1980)
- Кевін Кіган (1998—1999)
- Жан Тігана (2000—2003)
- Кріс Коулмен (2003—2007)
- Лоурі Санчес (2007)
- Рой Годжсон (2007—2010)
- Марк Г'юз (2010—2011)
- Мартін Йол (2011—2013)
- Фелікс Магат (2014)
- Славиша Йоканович (2015—2018)
- Клаудіо Раньєрі (2018—2019)

## Відомі футболісти
- Джонні Гейнс
- Енді Дакет
- сер Боббі Робсон
- Едвін ван дер Сар